# Michael Regan
Michael Stanley Regan (Goldsboro, 6 agosto 1976) è un funzionario e politico statunitense, membro del Partito Democratico.
È stato Segretario del Dipartimento della qualità ambientale della Carolina del Nord dal 2017 al 2020. Il 17 dicembre 2020, è stato nominato dal presidente eletto Joe Biden nuovo direttore dell'Agenzia per la protezione dell'ambiente, nella quale aveva lavorato dal 1998 al 2008. La sua nomina è stata ratificata dal Senato il 10 marzo 2021, e Regan è diventato così il primo afro-americano a ricoprire il ruolo.